# 盟军敢死队：打击力量
《盟军敢死队：打击力量》是一款由Pyro Studios开发，Eidos Interactive发行的第一人称射击游戏。它是盟军敢死队系列中第四部作品，是第一部同时也是唯一一部FPS游戏。
游戏背景仍然为第二次世界大战，游戏中共有三大战役场景：法国、挪威和斯大林格勒，玩家在游戏中可扮演扮演绿色贝雷帽、间谍和狙击手。

## 评价
游戏获得了褒贬不一的评价，特别是来自早期盟军敢死队作品的玩家，这些玩家认为《打击力量》丧失了盟军敢死队系列标志性元素。